# La République des enfants (film)
Pour l’article homonyme, voir La République des enfants.
Pour plus de détails, voir Fiche technique et Distribution.
La République des enfants (The Children's Republic) est un film franco-portugais réalisé par Flora Gomes, sorti en 2012.

## Synopsis
Un pays africain où des hommes en armes errent et tuent. Dans la capitale, pendant une réunion du Conseil, une insurrection militaire éclate. Le président, les ministres et tous les adultes prennent la fuite. Seuls demeurent les enfants, abandonnés, et le sage conseiller Dubem. Garçons et filles, aidés par Dubem, décident de s'organiser entre eux, et de créer leur république, en se passant des adultes. Un jour arrive en ville un petit groupe d'enfants-soldats qui ont réussi à échapper aux militaires...

## Fiche technique
- Titre original : The Children's Republic
- Titre français : La République des enfants
- Réalisation : Flora Gomes
- Scénario : Flora Gomes et Franck Moisnard
- Photographie : João Ribeiro
- Son : Pierre Donnadieu et Jean Casanova
- Décors : Tim Pannen
- Costumes : Oumou Sy
- Musique : Youssou N'Dour
- Montage : Dominique Pâris
- Production : François d'Artemare, Maria João Mayer
- Sociétés de production : Les Films de l'après Midi, Filmes do Tejo
- Pays d'origine :  France,  Portugal ; coproduction  Allemagne,  Belgique,  Guinée-Bissau
- Tournage : mai-juin 2010, Mozambique
- Langue: anglais
- Format : couleur - Vidéo HD - 1,77:1 - Stéréo
- Genre : comédie dramatique
- Durée : 78 minutes
- Dates de sortie : 4 octobre 2012, Brésil ; 16 mai 2013, Portugal

## Distribution
- Danny Glover : Dubem
- Melanie de Vales Rafael : Nuta
- Hedviges Mamudo : Mon de Ferro
- Joyce Simbine Saiete : Fatima
- Bruno Nhavene : Aymar
- Stephen Carew : Toni
- Maurice Ngwakum Akisa : Chico
- Anaïs Adrianopoulos : Bia
- Peter Gudo : Tigre